# Petru Bogdan
Petru Bogdan (n. 29 ianuarie 1873, Cozmești, România – d. 28 martie 1944, Mediaș, Sibiu, România) a fost un chimist român, membru titular al Academiei Române.

## Biografie
Petru Bogdan a fost fiul lui Vasile Bogdan (mic proprietar, primar al satului Cozmești) și al Anei, născută Timuș. Vasile Bogdan a murit în 1877, în timpul Războiului de Independență. Petru Bogdan a studiat la Liceul Național din Iași (absolvit în anul 1891); a fost bursier al Școlii Normale Superioare, alături de G. Ibrăileanu și C. Stere, și a urmat cursurile Facultății de Științe la Universitatea din Iași, absolvind în 1897. Apreciat în cel mai înalt grad de profesorul Petru Poni, a fost propus de acesta pentru a-și desăvârși studiile la Berlin. 
Petru Bogdan a studiat la Universitatea „Friedrich Wilhelm” unde i-a avut ca profesori pe Jacobus Henricus van 't Hoff (primul laureat al Premiului Nobel pentru chimie, în 1901), Hans Heinrich Landolt (directorul celui de-al doilea Institut de Chimie al Universității din Berlin) și Hans Jahn (chimie fizicală), pe Emil Fischer (chimie minerală), pe Friedrich Paulsen⁠(en)[traduceți] (filozofie). Și-a susținut în 1901 teza de doctorat, obținând titlul de doctor în filozofie „magna cum laude”, cu lucrarea Ueber die Wanderungsgeschwindigkeiten der Ionen (Despre rata de migrare a ionilor). După susținerea doctoratului, a lucrat o vreme cu profesorul Hans Jahn, ca Privatassistent; s-a mutat la Universitatea din Leipzig (1901 - 1903), lucrând cu profesorii Max Bodenstein⁠(en)[traduceți] și R. Luther, apoi în laboratorul de chimie fizicală al profesorului Wilhelm Ostwald (viitorul laureat al Premiului Nobel pentru chimie, în 1909). Lucrarea Acțiunea neelectrolitelor asupra tensiunii de vapori ai acidului acetic este începută cu profesorul Ostwald în 1903 și încheiată la Iași în anul următor. După această perioadă de 5 ani de lucru intens și fertil, Petru Bogdan s-a întors în țară și a predat un timp în învățământul secundar, la Liceul Internat și Liceul Național, precum și la Școala Normală „Vasile Lupu” din Iași, al cărei elev și bursier fusese. 
Casa din Iași în care a locuit Profesorul Petru Bogdan, cunoscută sub numele de Casa Bogdan-Culianu, Casa Ianov, sau Casa cu pridvor de lemn (incorect numită „Casa prof. Ivanov”), situată pe Strada Sfântul Atanasie nr. 13, este inclusă pe Lista monumentelor istorice.
Nepotul său, Ioan Petru Culianu, a fost scriitor și istoric al religiilor.

## Activitate didactică și științifică
Docent din 1905, începând din anul 1906 profesorul Petru Bogdan și-a desfășurat activitatea la Facultatea de Chimie din cadrul Universității „Alexandru Ioan Cuza” din Iași, fiind cel care a înființat și condus, din 1913, prima catedră de chimie fizică din țară. Decan al Facultății de Științe în 1925, între anii 1926 - 1940 a fost, alternativ, rector și prorector al Universității ieșene, în timpul rectoratului său construindu-se, printre altele, aripa nouă a Universității. Între 1941 și 1944 a fost directorul Fundației Regale „Ferdinand I”. Ca o recunoaștere a activității sale științifice, Universitatea din Nancy (Franța) i-a acordat în 1924 titlul de „doctor honoris causa”, iar Academia Română l-a ales printre membrii ei titulari în 1926. Dintre numeroșii săi studenți și discipoli, ale căror studii și cercetări le-a îndrumat, printre cei mai cunoscuți s-au numărat Horia Hulubei, Alexandru Cișman, Radu Cernătescu și Raluca Ripan, Tudor Ionescu, Cezar Parteni sau C. Mihul.
Prieten din tinerețe cu Garabet Ibrăileanu, Dumitru D. Pătrășcanu, C. Stere, Mihai Carp, Mihail Sadoveanu, G. Topîrceanu, a făcut parte din prima grupare a revistei Viața Românească, ocupându-se de rubrica de știință a revistei.

## Activitate politică
Petru Bogdan a fost un membru respectat al Partidului Național Țărănesc.

## Decorații
- Semnul Onorific „Răsplata Muncii pentru 25 ani în Serviciul Statului” (13 octombrie 1941)[2]

## Opere
- Instrucțiuni cu privire la lucrările practice de analiză volumetrică, Tip. H. Goldner, Iași, 1915; Ed. Viața Românească, Iași, 1928 (2).
- Lecții de fizică experimentală. Mecanica, Ed. Viața Românească, Iași, 1921
- Introducere în studiul chimiei fizicale. Partea I. Teoria cinetică, Ed. Viața Românească,Iași, 1921; Ed. Casa Școalelor, București, 1929 (2).
- Introducere în studiul chimiei fizicale. Partea a II-a. Termodinamica, Ed. Arte Grafice, Iași, 1924.
- Introducere în electrochimie, Ed. Casa Școalelor, București, 1928.
- Radioactivitatea și structura materiei, Ed. Casa Școalelor, București, 1929.(Cele patru volume dintre anii 1921-1929 constituie primul mare tratat de chimie fizică din România.)
- Opera lui Anghel Saligny. Învățământul tehnic în România (discurs de recepție la Academie), Regia Imprimeria Națională, București, 1931.
- Le développement de la Chimie en Roumanie,București, 1937.
- Introducere în studiul chimiei fizicale, Editura Universității „Al.I. Cuza”, Iași, 2010, col. „Excellentia 150”.